# Neuenkirchen (Rügen)
Neuenkirchen ist eine Gemeinde im Landkreis Vorpommern-Rügen auf der Insel Rügen in Mecklenburg-Vorpommern (Deutschland). Die Gemeinde wird vom Amt West-Rügen mit Sitz in der Gemeinde Samtens verwaltet.

## Geografie
Neuenkirchen liegt etwa 20 Kilometer nordwestlich von Bergen auf Rügen. Die Gemeinde liegt auf den Halbinseln Liddow und Lebbin, zwischen Lebbiner Bodden, Tetzitzer See und dem Großen Jasmunder Bodden. Zum Gemeindegebiet gehört die Insel Beuchel.
Umgeben wird Neuenkirchen von den Nachbargemeinden Breege im Norden (Seegrenze), Glowe im Osten (Seegrenze), Rappin im Südosten (teilweise Seegrenze), Trent im Süden und Westen (teilweise Seegrenze) sowie Wiek im Nordwesten (Seegrenze).

### Gemeindegliederung
| - Neuenkirchen - Breetz - Grubnow - Laase - Lebbin - Liddow - Moor | - Moritzhagen - Neuendorf - Reetz - Tribbevitz - Vieregge - Zessin |

## Geschichte
Neuenkirchen wurde erstmals 1318 als Nygenkerke erwähnt.

Der Ort war bis 1326 Teil des Fürstentums Rügen und danach des Herzogtums Pommern. Mit dem Westfälischen Frieden von 1648 wurde Rügen und somit auch das Gebiet von Neuenkirchen ein Teil von Schwedisch-Pommern. Im Jahr 1815 kam Neuenkirchen als Teil von Neuvorpommern zur preußischen Provinz Pommern.
Seit 1818 gehörte Neuenkirchen zum Kreis bzw. Landkreis Rügen. Nur von 1952 bis 1955 war es dem Kreis Bergen zugehörig. Die Gemeinde gehörte danach bis 1990 zum Kreis Rügen im Bezirk Rostock und wurde im selben Jahr Teil des Landes Mecklenburg-Vorpommern. Der seit 1990 wieder so bezeichnete Landkreis Rügen ging 2011 im Landkreis Vorpommern-Rügen auf.

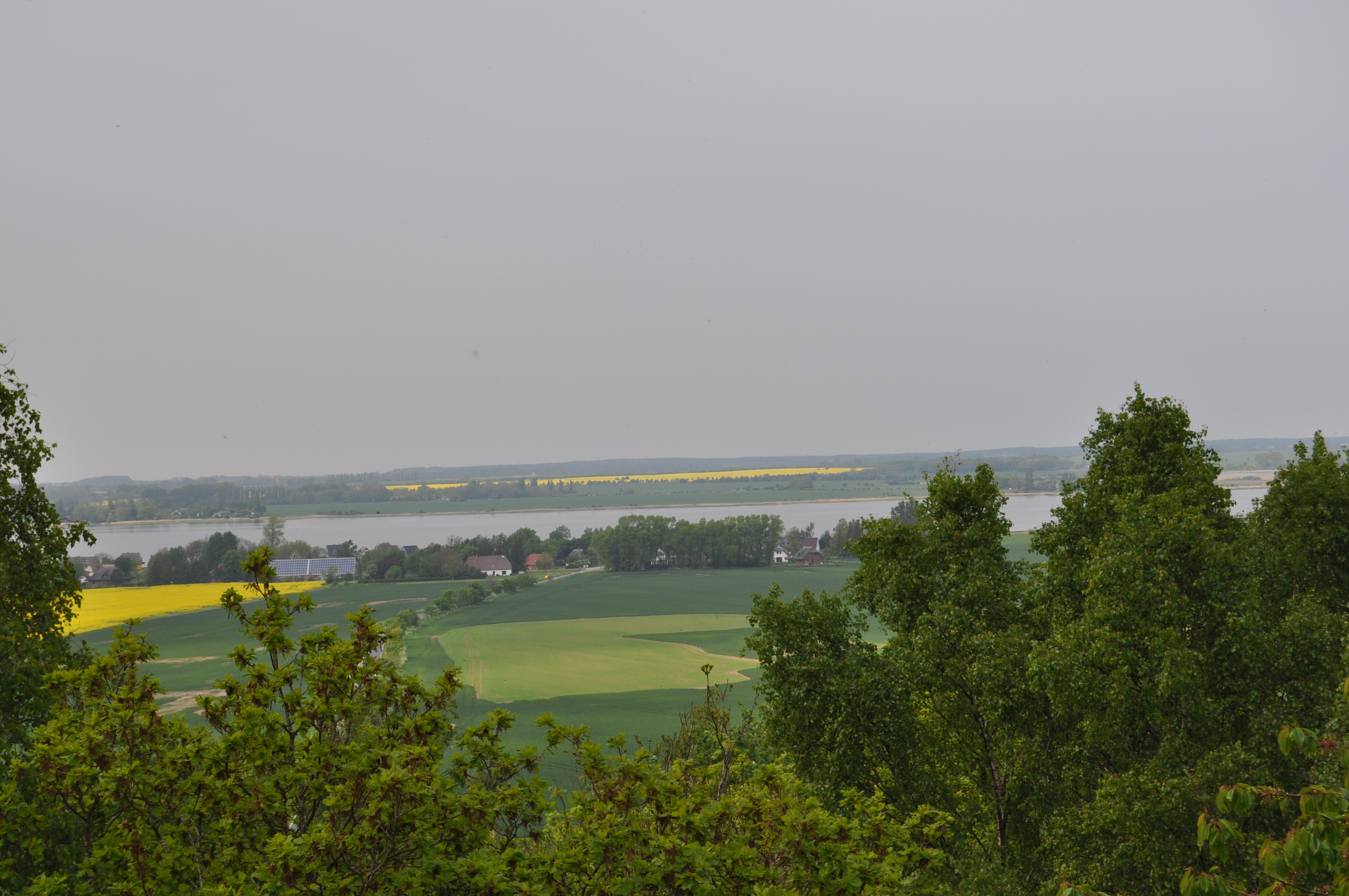
Aussichtsturm Hoch Hilgor bei Grubnow – Blick nach Vieregge

Grubnow: Hier liegt der Hoch Hilgor, ein Berg mit schöner Rundumsicht. Um den Berg gibt es folgende Geschichte:
Hoch Hilgor: hil=hillig (german.), heilig; gor=Berg (slaw.)
Die Germanen schufen sich Orientierungshilfen, die durch Feuerlohen (heilige Feuer) sichtbar gemacht wurden und durch die ein förmliches Liniensystem für ein Signal- und Nachrichtenwesen entstand. So ergibt sich eine Verknüpfung von Wall- und Fluchtburgen mit germanischen Heiligtümern. Diese Linien sind genau nach Osten und Norden orientiert. Beide Himmelsrichtungen spielten im religiösen Kult der Germanen eine große Rolle. Eine solche heilige Ortung soll auch der Hoch Hilgor sein.
Mit 43,8 m höchste Erhebung einer Hügelkette; bewaldet. 1992/93 wurde hier ein 15,5 m hoher Holzturm errichtet, um den ungestörten Ausblick auf die ganze Insel zu ermöglichen. Schon in Grümbkes Reisebeschreibungen 1805 wurde die hervorragende Aussicht beschrieben.
Laase: Im 15. Jahrhundert war der Ort im Besitz der Familie von Normann und im letzten Drittel des 17. Jahrhunderts der Familie von Bohlen. Um 1900 wurde Oberst Günther Bronsart von Schellendorff der Gutsbesitzer und in den 1920er Jahren bis 1945 Julius Stuth.
Lebbin: 1314 wurde das Gut erstmals urkundlich erwähnt. Es war im Besitz der Familien von Paselich, von Normann (14. Jh.–1802), von Colmar, Stahnke (ab 1818) und Kroos (1905–1945). Das zweigeschossige Gutshaus mit einem barocken Zwerchgiebel und einem Turm wurde um 1980 abgerissen. Um 1822 entstand ein kleiner Hafen. Nach 2005 wurde ein Gästehaus am kleinen Hafen gebaut.
Tribbevitz wurde 1315 urkundlich als Gut erwähnt. Gutsbesitzer war über 500 Jahre bis Mitte des 19. Jahrhunderts die Familie von Normann, dann von Hagemeister; danach wechselte Besitz häufig. Das neogotische Gutshaus vom 19. Jahrhundert ist seit 2002 ein Landhotel.

## Religion
22 % der Einwohner sind evangelisch, 4 % katholisch.
Die lutherische Maria-Magdalena-Kirche gehört zur Kirchengemeinde Neuenkirchen-Rappin, für die das Pfarramt Schaprode in der Propstei Stralsund des Pommerschen Evangelischen Kirchenkreises der Evangelisch-Lutherischen Kirche in Norddeutschland zuständig ist.
Die Katholiken des Ortes sind der Pfarrei St. Bernhard mit Sitz in Stralsund, Erzbistum Berlin, zugeordnet. Deren nächste Filialkirche ist St. Bonifatius im 20 km entfernten Bergen auf Rügen; katholische Gottesdienste werden jedoch auch in der evangelischen Sankt-Jacob-Kirche im 11 km entfernten Gingst gefeiert.

## Politik

### Gemeindevertretung und Bürgermeister
Der Gemeinderat besteht (inkl. Bürgermeisterin) aus 7 Mitgliedern. Die Wahl zum Gemeinderat am 26. Mai 2019 hatte folgende Ergebnisse:
| Partei/Bewerber          | Prozent | Sitze |
| ------------------------ | ------- | ----- |
| Einzelbewerber Schwebke  | 26,35   | 1     |
| Einzelbewerber Thunhorst | 17,96   | 1     |
| Einzelbewerber Diekhoff  | 16,57   | 1     |
| Einzelbewerber Reeckmann | 11,98   | 1     |
| Einzelbewerber Fromm     | 10,38   | 1     |
| Einzelbewerber Klaas     | 9,58    | 1     |

Bürgermeisterin der Gemeinde ist Sybille Görs, sie wurde mit 69,70 % der Stimmen  gewählt.

### Dienstsiegel
Die Gemeinde verfügt über kein amtlich genehmigtes Hoheitszeichen, weder Wappen noch Flagge. Als Dienstsiegel wird das kleine Landessiegel mit dem Wappenbild des Landesteils Vorpommern geführt. Es zeigt einen aufgerichteten Greifen mit aufgeworfenem Schweif und der Umschrift „GEMEINDE NEUENKIRCHEN“.

## Sehenswürdigkeiten

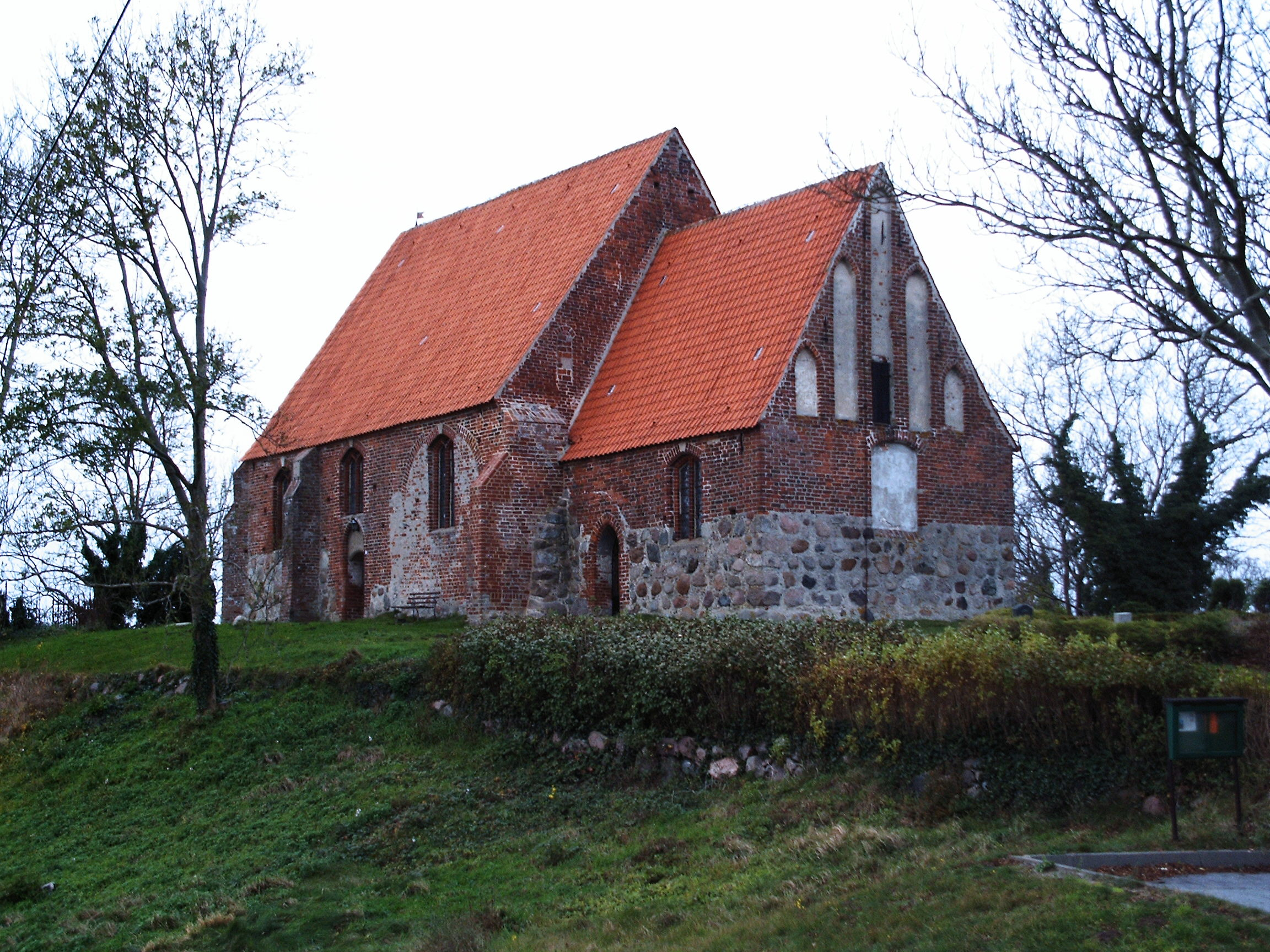
Kirche

- Backsteinkirche Maria Magdalena zwischen 1380 und 1450 erbaut mit der ältesten Kirchenglocke Rügens
- Trakehnergestüt Gut Tribbevitz
- neugotisches Herrenhaus Gut Tribbevitz
- Historisches Herrenhaus Gut Grubnow
- Südöstlich des Gemeindezentrums steht der rund 21 m hohe Grümbke-Turm. Von dem Aussichtsturm ist bei guter Sicht ein Blick von Kap Arkona über die Halbinsel Jasmund, den Jasmunder Bodden, die Stadt Bergen, Südrügen bis Stralsund sowie Hiddensee, Wittow und Liddow möglich.
- Naturschutzgebiet Neuendorfer Wiek mit Insel Beuchel (Vogelinsel mit Seevögeln und Adler)
- Naturschutzgebiet Tetzitzer See mit Halbinsel Liddow und Banzelvitzer Berge (Kranich- und Gänserastplatz)
- Aussichtspunkt Rodeliner Berg am Tetzitzer See mit Blick auf den Großen Jasmunder Bodden sowie wertvoller Trockenrasenfauna
- Aussichtspunkt bei Moritzhagen (Vogelrastplatz)
- Aussichtspunkt Laaser Berge
- Kulturgut Liddow als Ausstellungs- und Projektwerkstatt
- Hafendorf Vieregge
- Ehemaliger Militärstützpunkt der NVA bei Moritzhagen

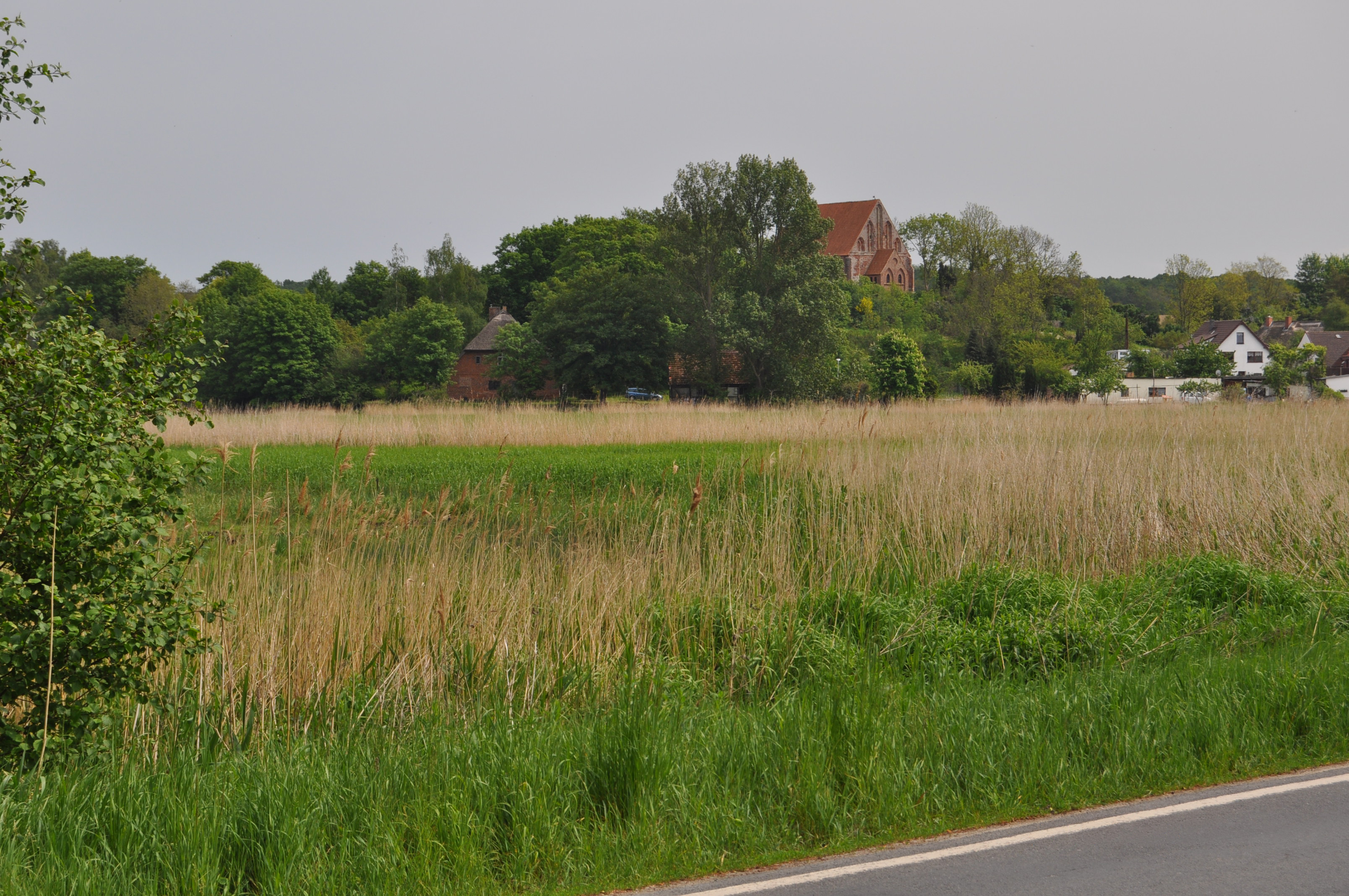
Dorf und Kirche auf dem Berg in Neuenkirchen
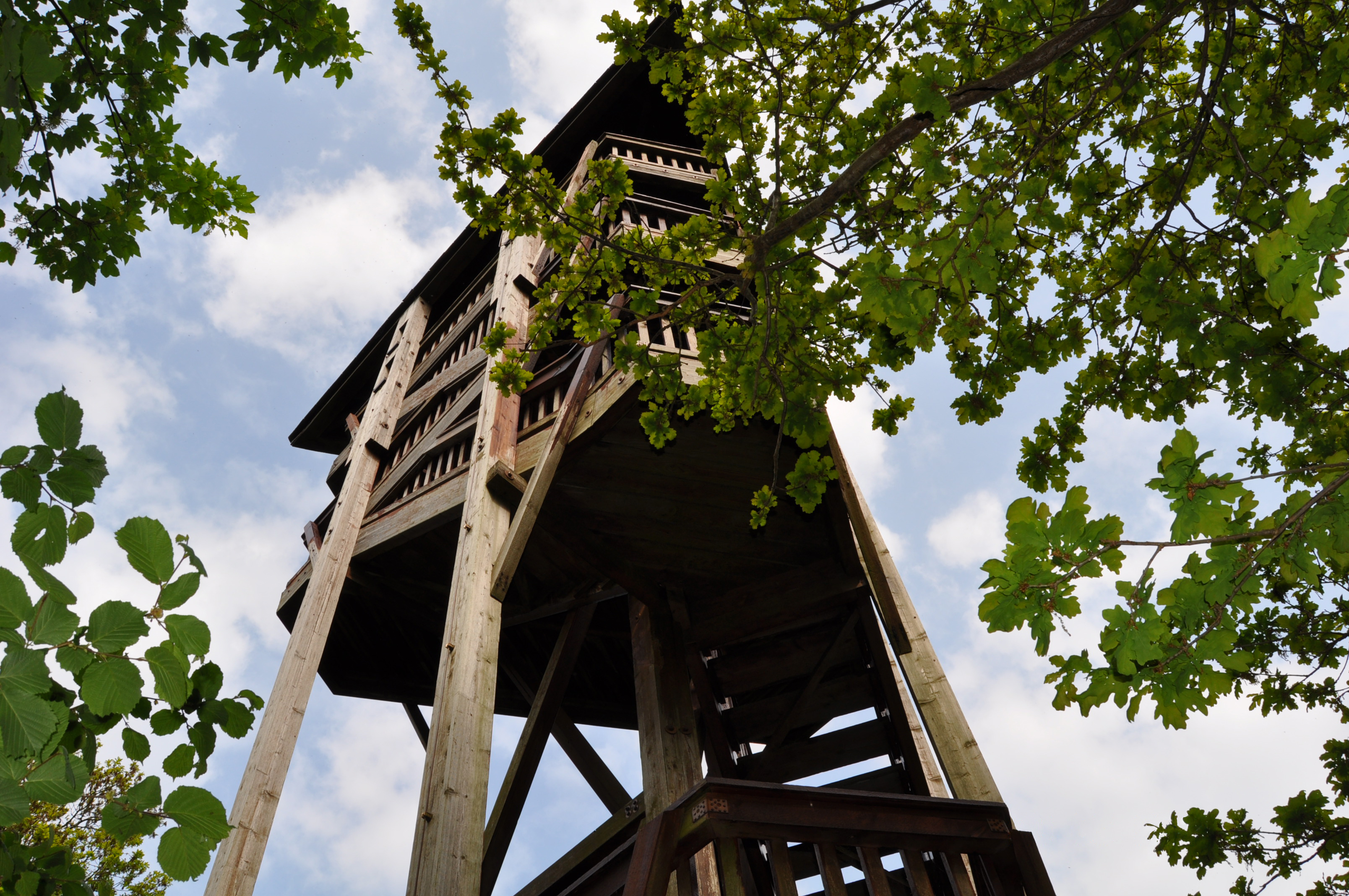
Aussichtsturm Hoch Hilgor Grubnow
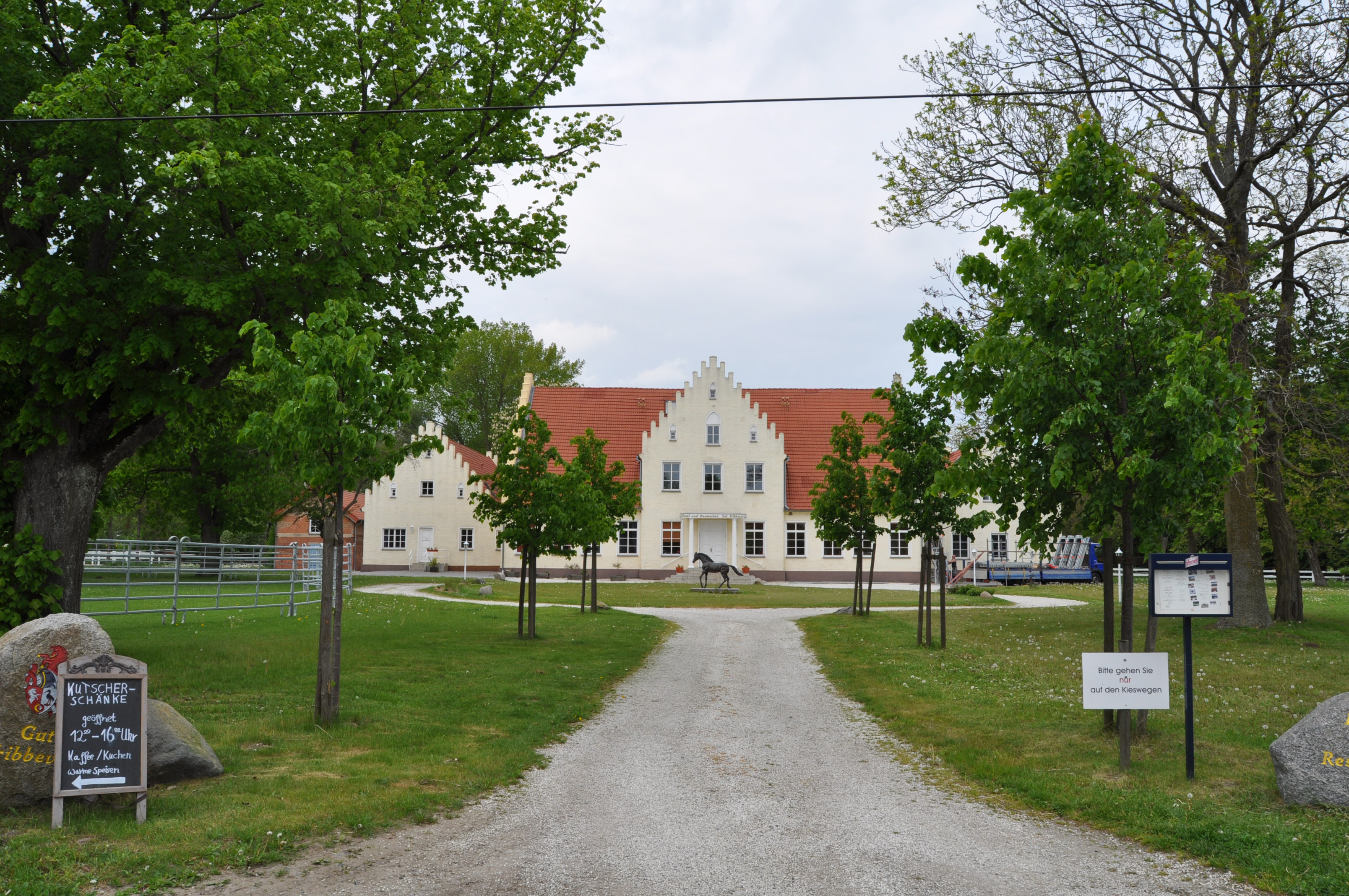
Trakehner Gut Tribbevitz
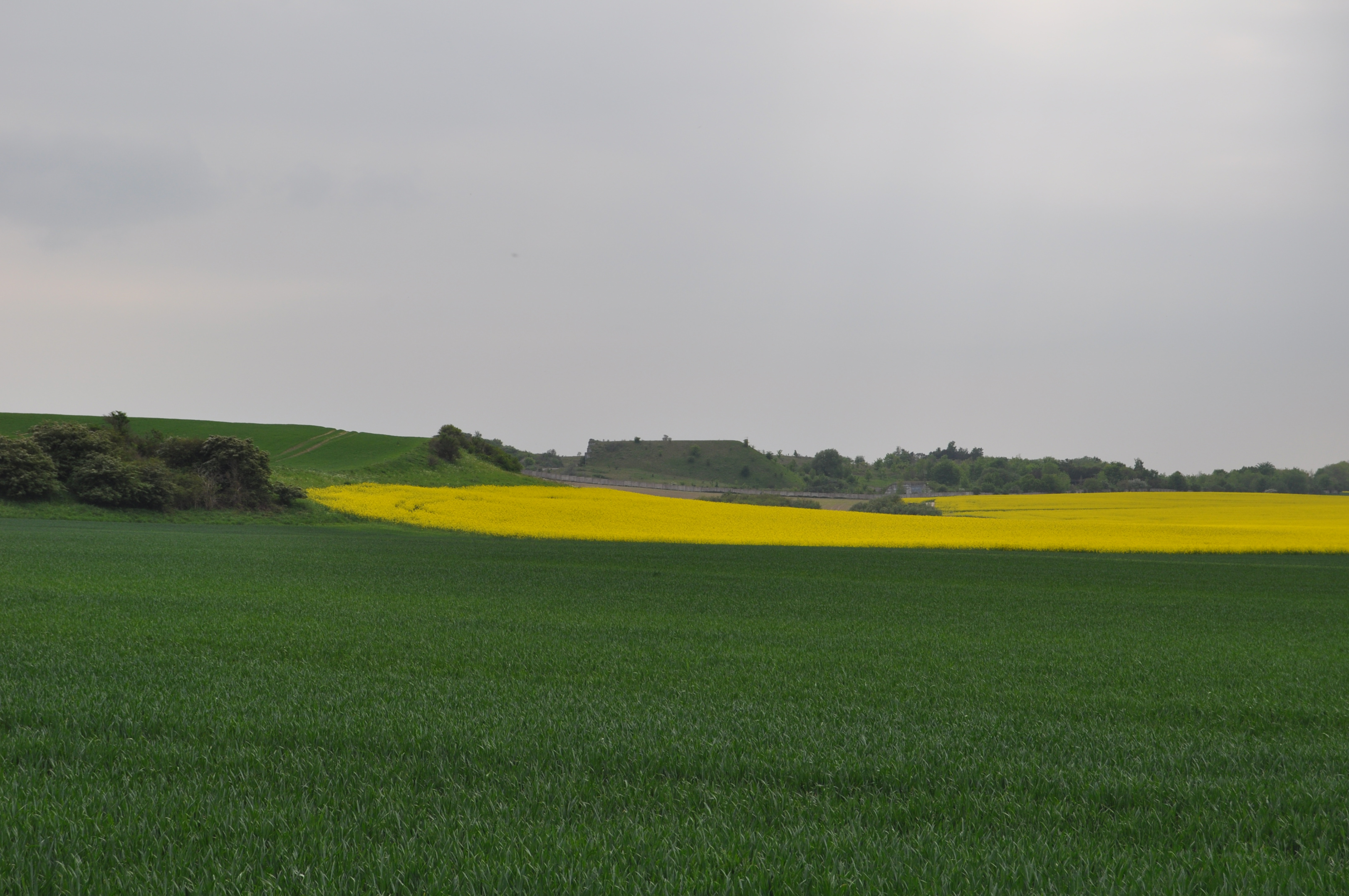
NVA-Objekt Moritzhagen – Hintergrund von Nord
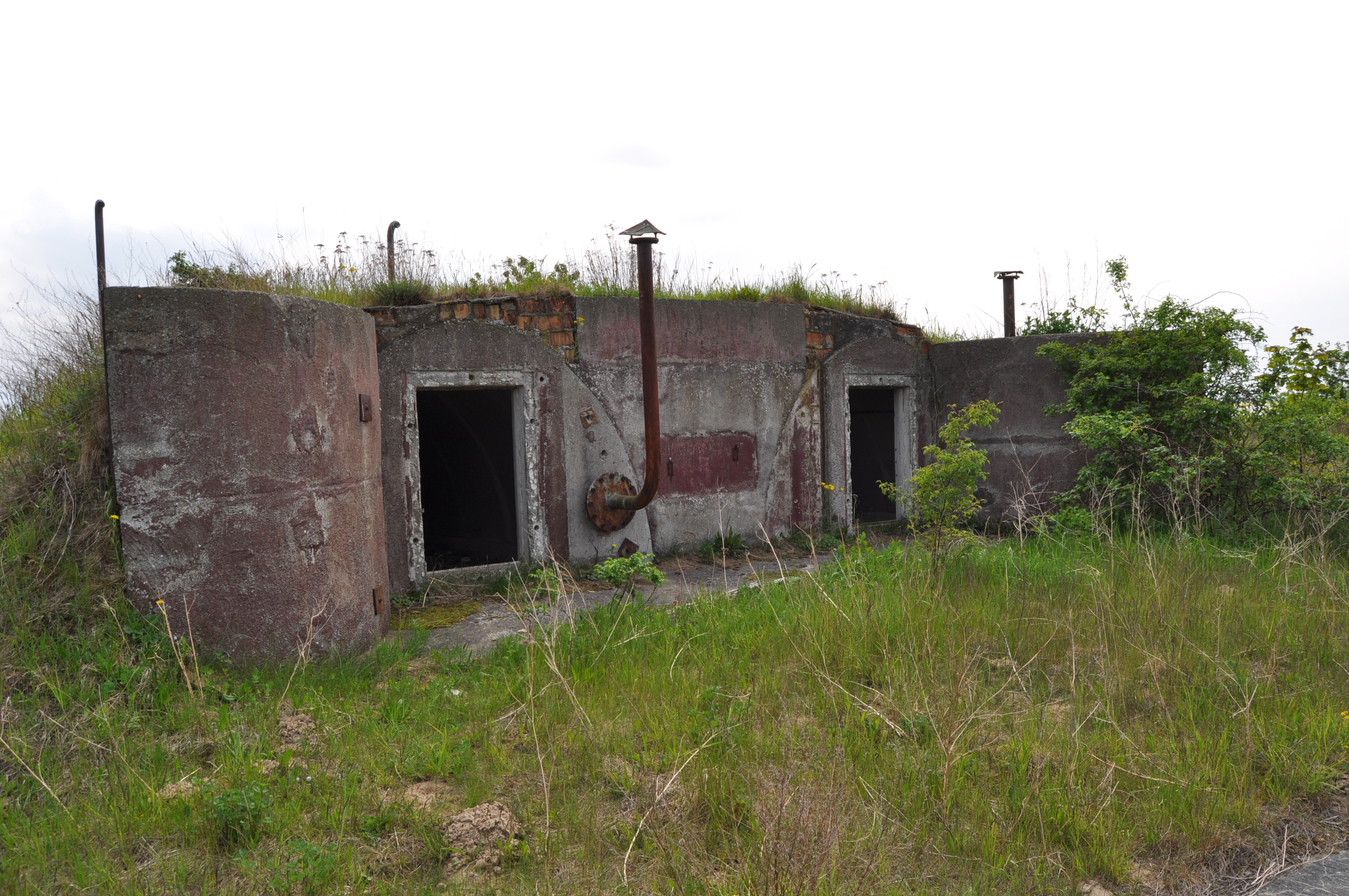
Bunkeranlagen Moritzhagen – überwiegend Ruinen

## Verkehrsanbindung
Nach Neuenkirchen führt eine etwa neun Kilometer lange Straße, die von der Landesstraße 30 zwischen Gingst und Trent im Kluiser Ortsteil Silenz abzweigt. Die Entfernung zur Stadt Bergen auf Rügen beträgt 20 Kilometer. In Bergen befindet sich auch der nächste Bahnhof.